# Lex Carolina

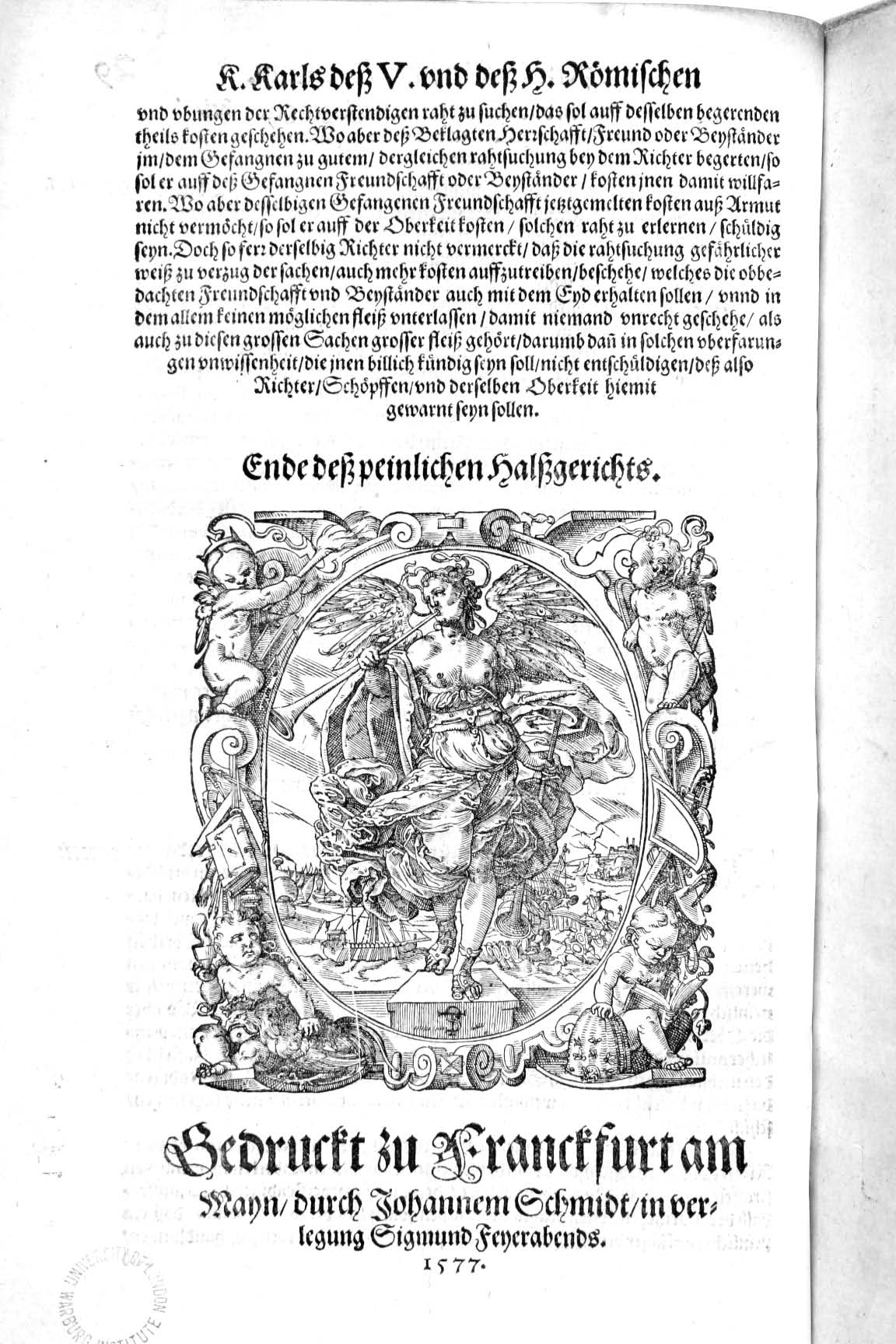
Illustration de l'édition de 1577

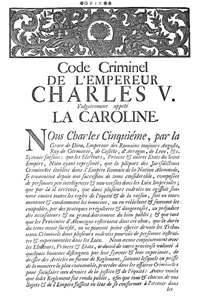
La Caroline

La Constitutio Criminalis Carolina est une loi du Saint-Empire romain germanique rendue en 1532, sous Charles Quint, dont elle reçut le nom.
Code de loi sur le droit pénal général, le droit pénal spécial et surtout la procédure pénale réglait la procédure criminelle dans toute l'Allemagne et mettait un terme à l'arbitraire qui régnait dans cette partie de l'administration. Ce code était très en avance sur son temps en Europe, cependant il n'exclut pas l'usage de la torture, appelée question dans la traduction française, pendant les interrogatoires. Il a constitué une des sources historiques importantes du droit criminel européen. Le code contient 219 articles.
Entre autres dispositions, elle prescrivait la publicité des débats et la publication des jugements.
Elle contenait une clause d'exception : elle était promulguée sous réserve d'être acceptée dans les territoires, de ne pas être contraire au droit territorial.
Rédigé entre 1530 et 1532, elle est en vigueur dans de nombreux pays d'Europe jusqu'au XIXe siècle.
La rédaction de ce code commence avec la Diète d'Empire à Augsbourg de 1530 et s’achève lors de la Diète de Ratisbonne de 1532. En effet le droit est tellement différent d'un pays à l'autre que Charles décide de l'harmoniser en créant une base commune.
Ce code précurseur en Europe est publié en 1533 en allemand puis en français. Il pose les bases du droit et des procédures pénales qui seront valides dans le monde germanique pendant près de 300 ans.
La « Caroline » fut également reçue dans certains cantons suisses, tels que Fribourg qui l’appliqua de 1741 à 1799 ; puis de 1803 jusqu’en 1849, date d’entrée en vigueur d’un Code criminel propre à ce canton.
Jusqu’à la Révolution française, elle s’est même appliquée aux troupes suisses placées au service du Roi de France, suivant le principe de la personnalité des lois (et non celui de la territorialité des lois).
Le nom de « La caroline » vient de l'adjectif dérivé du latin « carolina », qui a trait à Charles.

## Caroline dans leValais
Dans le Canton du Valais, la « Caroline » fait référence à une donation légendaire selon laquelle Charlemagne aurait donné le Valais aux évêques de Sion. Ce texte, dont le caractère anachronique sera révélé au XVIIe siècle, a été utilisé pour légitimer le pouvoir temporel qu'ils ont exercé pendant plusieurs siècles sur la principauté épiscopale de Sion,.

## Texte
La Caroline de 1779 sur Wikisource 